# Bocecikî, Konotop
Bocecikî (în ucraineană Бочечки) este o comună în raionul Konotop, regiunea Sumî, Ucraina, formată numai din satul de reședință.

## Demografie
Componența lingvistică a comunei Bocecikî
     Ucraineană (96,55%)
     Rusă (3,28%)
     Alte limbi (0,18%)
Conform recensământului din 2001, majoritatea populației comunei Bocecikî era vorbitoare de ucraineană (96,55%), existând în minoritate și vorbitori de rusă (3,28%).